# Interogativ
Interogativ (česky tázací způsob) je slovesný způsob, pomocí kterého se vytváří tázací otázky, tedy věty, kterými se na něco ptáme. Jeho výskyt je vzácný. Většina indoevropských jazyků ho nemá a tázací otázky vytváří pomocí indikativu (tak je tomu i v češtině). Nicméně u několika málo indoevropských jazyků se s ním můžeme setkat, protože se v minulosti odtrhl od indikativu. Příkladem jsou např. keltské jazyky.
Ve většině jazyků, které používají tázací způsob se věta, která ho obsahuje ukončí otazníkem. V jazycích, které ho nemají, se tázací věty (nahrazující jeho funkci) také ukončují otazníkem.

## Interogativ v rodině indoevropských jazyků
V praindoevropském jazyce interogativ neexistoval, jak již bylo zmíněno, tázací věty se tvořily pomocí indikativu. Praindoevropský jazyk měl tyto čtyři způsoby: indikativ, konjunktiv, optativ a imperativ.

## Interogativ v rodině eskymácko-aleutských jazyků
Ve většině eskymácko-aleutských jazyků, například v grónštině, interogativ existuje a v praeskymácko-aleutském jazyce se vyskytoval také.

### Grónština
Zde je uvedeno časování sloves v interogativu v grónštině (koncovky přidávané ke kořenu slovesa).

#### Intranzitivní časování (pozitivní)
|             | Jednotné číslo | Množné číslo |
| ----------- | -------------- | ------------ |
| První osoba | -vunga*        | -vugut*      |
| Druhá osoba | -it            | -isi*        |
| Třetí osoba | -a             | -(p)pat**    |

#### Intranzitivní časování (negativní)
|             | Jednotné číslo | Množné číslo |
| ----------- | -------------- | ------------ |
| První osoba | -nngilanga*    | -nngilagut*  |
| Druhá osoba | -nngilatit*    | -nngilasi*   |
| Třetí osoba | -nngila        | -nngillat*   |

#### Tranzitivní časování (pozitivní)
|                                     | Jednotné číslo | Množné číslo |
| ----------------------------------- | -------------- | ------------ |
| druhá osoba singuláru > první osoba | -inga          | -isigut      |
| druhá osoba plurálu > první osoba   | -isinga        | -isigut      |
| druhá osoba singuláru > třetí osoba | -iuk           | -igit        |
| druhá osoba plurálu > třetí osoba   | -isiuk         | -isigik      |

#### Tranzitivní časování (negativní)
|                                     | Jednotné číslo | Množné číslo |
| ----------------------------------- | -------------- | ------------ |
| druhá osoba singuláru > první osoba | -nngilinga     | -nngilisigut |
| druhá osoba plurálu > první osoba   | -nngilisinga   | -nngilisigut |
| druhá osoba singuláru > třetí osoba | -nngiliuk      | -nngiligit   |
| druhá osoba plurálu > třetí osoba   | -nngilisiuk    | -nngilisigik |

* Tvary označené hvězdičkou jsou shodné s indikativem.

** Slovesa zakončená na -voq mají koncovku -ppat (timmippat?), ale slovesa zakončená na -poq mají koncovku -pat (oqarpat?).